# Мансур, Камаль
Камаль Мансур (араб. كمال منصور‎, ивр. כמאל מנצור‎; 1931, Исфия, подмандатная Палестина — 22 марта 2024) — израильский государственный служащий и политик-друз. Сотрудник министерств образования и иностранных дел Израиля в области публичной дипломатии, советник президентов Израиля по делам национальных меньшинств. Лауреат Государственной премии Израиля (2010), награждён Президентской медалью (2014).

## Биография
Родился в 1931 году в друзском посёлке Исфия на горе Кармель. Старший сын Наджиба Мансура, главы местного совета Исфии как в годы британского мандата, так и позже, в суверенном Израиле. Семейство Мансуров обладало большим влиянием в друзской общине Израиля, к нему принадлежали некоторые старшие офицеры Армии обороны Израиля и дипломатические представители Израиля в других странах. Будущий зять Камаля Мансура, бригадный генерал Хасон Хасон, стал первым друзом — военным секретарём президента Израиля.
Выучил английский язык во время учёбы в школе в мандатный период, помимо английского и арабского свободно владел ивритом. Ко времени, когда израильские законы сделали службу в АОИ обязательной для друзов, Камль Мансур вышел из призывного возраста, но состоял на резервной службе на протяжении более четверти века. В первые годы после Войны за независимость Израиля он участвовал в разъяснительной кампании среди арабского населения на севере страны, развеивая опасения по поводу политики еврейского государства в отношении меньшинств. С 1956 года он официально состоял на службе в министерстве образования в должности ответственного за публичную дипломатию среди арабов Севера Израиля; оставался на этом посту до 1986 года. Организовывал экскурсии и семинары для израильских арабов, публиковал многочисленные статьи и очерки в израильской прессе на арабском языке, выступал в передачах на арабском языке радиостанции «Коль Исраэль». В 1957 году направлен министерством иностранных дел в разъяснительную поездку по странам Северной Америки и Европы, став первым сотрудником-неевреем в израильском МИДе. Позже участвовал в агитационных кампаниях благотворительных Израильских фондов.
В 1970 году президент Израиля Залман Шазар предложил Мансуру стать его советником по делам этнических меньшинств. Мансур, первоначально отказавшийся от этой должности из-за нежелания тратить время на поездки в Иерусалим, в итоге согласился при условии, что от него не потребуется ни совершать такие поездки ежедневно, ни переезжать в столицу. Начиная с Шазара, он оставался советником семи израильских президентов подряд, последним из которых стал Шимон Перес. Способствовал изменениям в израильской политике в отношении меньшинств, в частности, инициировал регулярные визиты президентов Израиля в арабские и друзские общины. В годы после Ливанской войны добивался поддержания положительных отношений между израильтянами и их союзниками из Армии Южного Ливана, способствовал адаптации бойцов АЮЛ и членов их семей в Израиле после окончательного отступления из Ливана в 2000 году. Благодаря поддержке Камаля Мансура и его дочери, адвоката Махи Мансур, 150 выходцев из Южного Ливана получили работу в Электрической компании Израиля.
Помимо основных обязанностей, периодически выступал как спичрайтер и переводчик текстов с иврита на арабский и с арабского на иврит. Писал в частности речи на арабском языке для президента Ицхака Навона, несмотря на то, что тот и сам владел этим языком. Работал в качестве спичрайтера с министром иностранных дел Аббой Эвеном во время визитов последнего в Египет. Входил в совет директоров Электрической компании Израиля и Израильского управления телерадиовещания, совет по культуре и искусству, советы попечителей Университета имени Бен-Гуриона (Беэр-Шева) и Хайфского университета (пожизненно). Первый кандидат-нееврей в предвыборном списке партии «Авода» (включая историю её предшественницы МАПАЙ). Баллотировался дважды, оба раза на нереалистично низких местах в списке — на 92-м на выборах 1969 года и на 64-м в 1973 году.
В 2010 году Камалю Мансуру была присуждена Государственная премия Израиля за заслуги на протяжении жизни. Он стал вторым друзом — лауреатом Государственной премии Израиля после шейха Амина Тарифа. В 2014 году Шимон Перес наградил Мансура Президентской медалью. Он также получал награды от Гистадрута (Общей федерации профсоюзов Израиля) и Хайфского университета. Скончался в марте 2024 года в возрасте 93 лет.